# Mészöly Géza (labdarúgó)
Mészöly Géza (Budapest, 1967. február 25. –) válogatott labdarúgó, hátvéd, a Budafok vezetőedzője. 
Apja Mészöly Kálmán (1941–2022) válogatott labdarúgó, edző, szövetségi kapitány.

## Pályafutása

### A válogatottban
1988 és 1995 között 18 alkalommal szerepelt a válogatottban. Háromszoros olimpiai válogatott (1988), hétszeres ifjúsági válogatott (1983–84, 1 gól), hatszoros egyéb válogatott (1989).

### Edzőként
Mészöly Géza először a Fóti SE-nél kapott vezetőedzői feladatot, majd két évig a REAC élén irányította a szakmai munkát. Ezután Újpest FC-nél kapott vezetőedzői feladatot, 2004-től 2006-ig állt a lila-fehér klub élén, két második helyet is begyűjtve. Ezután a Vasashoz szerződött, de innen a tulajdonosváltás miatt elküldték. 2010. április 5-étől ismét az Újpest vezetőedzője lett, ahonnan 2011. augusztusában menesztették. 2012 januárjától a magyar U18-as válogatott szövetségi kapitánya lett. 2015 januárjától 2017 nyaráig a Szombathelyi Haladás edzője volt, a vasiakkal egy 5. és egy 6. helyezést ért el az élvonalban.
2018 nyarán a Győri ETO vezetőedzője lett. Szeptember 3-án a gyenge bajnoki kezdést követően menesztették posztjáról. 2020 decemberében a BLSZ I-es Fővárosi Vízművek vezetőedzője lett. 2024 február 8-án ismét az Újpest vezetőedzőjévé nevezték ki. 2025. március 18-án az NB II-es Budafok vezetőedzője lett.

## Sikerei, díjai

### Játékosként
- Magyar kupa
  - győztes: 1986

### Edzőként
Az FTC legyőzése 6-0 arányban az Újpest vezetőedzőjeként 2010-ben

## Statisztika

### Mérkőzései a válogatottban
| Magyarország | Magyarország         | Magyarország                   | Magyarország | Magyarország | Magyarország     | Magyarország | Magyarország | Magyarország |
| #            | Dátum                | Helyszín                       | Hazai        | Eredmény     | Vendég           | Kiírás       | Gólok        | Esemény      |
| ------------ | -------------------- | ------------------------------ | ------------ | ------------ | ---------------- | ------------ | ------------ | ------------ |
| 1.           | 1988. szeptember 21. | Reykjavík, Laugardarsvöllur    | Izland       | 0 – 3        | Magyarország     | barátságos   | -            | 78'          |
| 2.           | 1988. október 19.    | Budapest, Népstadion           | Magyarország | 1 – 0        | Észak-Írország   | vb-selejtező | -            | 46'          |
| 3.           | 1988. november 15.   | Pireusz, Karaiszkákisz Stadion | Görögország  | 3 – 0        | Magyarország     | barátságos   | -            | 46'          |
| 4.           | 1990. március 20.    | Budapest, Üllői úti Stadion    | Magyarország | 2 – 0        | Egyesült Államok | barátságos   | -            |              |
| 5.           | 1990. március 28.    | Budapest, Népstadion           | Magyarország | 1 – 3        | Franciaország    | barátságos   | -            |              |
| 6.           | 1990. április 11.    | Salzburg, Lehen Stadion        | Ausztria     | 3 – 0        | Magyarország     | barátságos   | -            |              |
| 7.           | 1990. június 2.      | Budapest, Fáy utcai Stadion    | Magyarország | 3 – 1        | Kolumbia         | barátságos   | -            | 46'          |
| 8.           | 1994. március 23.    | Linz                           | Ausztria     | 1 – 1        | Magyarország     | barátságos   | -            | 59'          |
| 9.           | 1994. április 20.    | Koppenhága                     | Dánia        | 3 – 1        | Magyarország     | barátságos   | -            |              |
| 10.          | 1994. május 18.      | Győr, Rába ETO Stadion         | Magyarország | 2 – 2        | Horvátország     | barátságos   | -            |              |
| 11.          | 1994. június 1.      | Eindhoven, Philips Stadion     | Hollandia    | 7 – 1        | Magyarország     | barátságos   | -            | 61'          |
| 12.          | 1994. június 8.      | Brüsszel, Heysel Stadion       | Belgium      | 3 – 1        | Magyarország     | barátságos   | -            |              |
| 13.          | 1994. szeptember 7.  | Budapest, Népstadion           | Magyarország | 2 – 2        | Törökország      | Eb-selejtező | -            |              |
| 14.          | 1994. november 16.   | Stockholm, Råsunda Stadion     | Svédország   | 2 – 0        | Magyarország     | Eb-selejtező | -            | 39'          |
| 15.          | 1995. március 29.    | Budapest, Népstadion           | Magyarország | 2 – 2        | Svájc            | Eb-selejtező | -            |              |
| 16.          | 1995. április 26.    | Budapest, Népstadion           | Magyarország | 1 – 0        | Svédország       | Eb-selejtező | -            |              |
| 17.          | 1995. június 11.     | Reykjavík                      | Izland       | 2 – 1        | Magyarország     | Eb-selejtező | -            |              |
| 18.          | 1995. szeptember 6.  | Isztambul                      | Törökország  | 2 – 0        | Magyarország     | Eb-selejtező | -            | 20'          |
|              | Összesen             |                                |              | 18           | mérkőzés         |              | 0            | gól          |

### Edzői statisztika
| Csapat               | –tól                | –ig                 | Statisztika | Statisztika | Statisztika | Statisztika | Statisztika | Statisztika | Statisztika | Statisztika |
| Csapat               | –tól                | –ig                 | M           | GY          | D           | V           | RG          | KG          | GK          | GY %        |
| -------------------- | ------------------- | ------------------- | ----------- | ----------- | ----------- | ----------- | ----------- | ----------- | ----------- | ----------- |
| Rákospalotai EAC     | 2002. július 28.    | 2004. május 26.     | 68          | 32          | 16          | 20          | 106         | 82          | +24         | 47,1%       |
| Újpest               | 2004. július 1.     | 2006. június 30.    | 62          | 35          | 15          | 12          | 135         | 78          | +57         | 56,5%       |
| Vasas                | 2006. július 1.     | 2009. december 2.   | 104         | 41          | 17          | 46          | 146         | 174         | –28         | 39,4%       |
| Újpest               | 2010. április 4.    | 2011. augusztus 10. | 49          | 23          | 10          | 16          | 84          | 64          | +20         | 46,9%       |
| Magyarország U18     | 2012. január 1.     | 2013. augusztus 21. | 5           | 2           | 0           | 3           | 8           | 11          | –3          | 40%         |
| Magyarország U19     | 2013. augusztus 14. | 2014. július 25.    | 10          | 3           | 3           | 4           | 17          | 28          | –11         | 30%         |
| Szombathelyi Haladás | 2015. május 9.      |                     | 76          | 30          | 19          | 27          | 98          | 100         | –2          | 39,5%       |
| Összesítve           | Összesítve          | Összesítve          | 374         | 166         | 80          | 128         | 594         | 537         | +57         | 44,4%       |

Minden tétmérkőzést számítva
Utolsó elszámolt mérkőzés dátuma: 2017. május 27.